# Дуглас Норт
Ду́ґлас Се́сіл Норт (англ. Douglass Cecil North; 5 листопада 1920, Кембридж, штат Массачусетс — 23 листопада 2015) — американський економіст.

## Життєпис
Лауреат Нобелівської премії з економіки 1993 р. «за відродження досліджень в галузі економічної історії, завдяки додатку до них економічної теорії та кількісних методів, що дозволяють пояснювати економічні та інституційні зміни» (разом з Робертом Фогелем).
Навчався в Каліфорнійському університеті (Берклі), отримав ступінь бакалавра у 1942 р. З 1946 р. працював у Каліфорнійському університеті викладачем, ступінь доктора отримав там же у 1952 р. Викладав в університеті штату Вашингтон (Сієтл) та у Вашингтонському університеті в Сент-Луїсі. Лауреат премії Джона Коммонса (1991) і премії Адама Сміта за двома версіями (1994 і 1996).
З 1960 по 1966 р. Дунлас Норт був одним з редакторів журналу «Історія економіки».
Є одним з основоположників кліометрії. Норт відзначає в історії 2 економічні революції: перша пов'язана з оформленням права власності на землю, другий — з появою авторського права.
На відміну від марксистської політекономії щодо праці кріпаків-селян на феодала як привласнення ним додаткової праці (продукту), Норт вважає цю повинність як природну форму обміну робочого часу на загальний захист життя та власності коли інші форми правопорядку не існували. Таким чином за Нортом перехід від феодалізму до капіталізму відбувався в зв'язку з виникненням незалежних держав та розвитком правопорядку з захистом права на власність, у тому числі — й на робочу силу.
Дуглас Норт є почесним президентом Європейської асоціації еволюційної політичної економії.

## Основні твори
- «Економічне зростання США: 1790—1860 роки» (The Economic Growth of the United States, 1790—1860, 1961);
- «Зростання і благополуччя в Америці минулого: нова економічна історія» (1966);
- «Інституційні зміни та американський економічний під'йом» (Institutional Change and American Economic Growth, 1971; спільно з Ленсом Девісом);
- «Підйом західного світу» (The Rise of Western World, 1973; спільно з Р. Томасом);
- «Структура і рух економічної історії» (Structure and Change in Economic History; 1981);
- «Інститути, інституційні зміни та функціонування економіки» (Institutions, Institutional Change and Economic Performance, 1990);
- «Розуміння процесу економічної зміни» (Understanding the Process of Economic Change; 2005).
- «Насильство та суспільні порядки. Основні чинники, які вплинули на хід історії» (Violence and Social Orders: A Conceptual Framework for Interpreting Recorded Human History, Cambridge University Press, 2009 (with John Joseph Wallis and Barry R. Weingast)).
- Норт, Дуглас, Джон Волліс, Баррі Вайнґест Насильство та суспільні порядки. Основні чинники, які вплинули на хід історії / пер. з англ. Тарас Цимбал. — К.: Наш Формат, 2017. — 352 с. — ISBN 978-617-7388-83-7